# Upravljanje talentov
Upravljanje talentov (tudi ravnanje s talenti, angleško talent management) je vse bolj uveljavljen pristop v upravljanju človeških virov. Predpostavlja pristop, ki temelji na iskanju talentiranih posameznikov za specifično delovno mesto.

## Razvoj upravljanja talentov

### Kadrovski oddelek
Med letoma 1970 in 1980 se je s področjem človeških virov ukvarjal kadrovski oddelek. Skrbel je za zaposlovanje novega kadra, sistem plač in zagotavljanje bonitet. Kadrovski oddelek je v tem obdobju predstavljal le enega izmed oddelkov v organizaciji.

### Strateški menedžment
V osemdesetih in devetdesetih letih se je začel uveljavljati strateški menedžment. V primerjavi s kadrovskim oddelkom v prejšnjih desetletjih se je strateški menedžment razlikoval v svoji vlogi v organizaciji ter v načinu dela. Naloga kadrovskega oddelka je bila še vedno zaposlovanje, le da so se tu menedžerji človeških virov posvetili predvsem zaposlovanju primernih ljudi, po potrebi pa so organizirali tudi dodatna izobraževanja in usposabljanja. Njihova naloga je bila analiza dela in organizacijske strukture. Kadrovski oddelek je na tej razvojni stopnji skrbel tudi za nagrade in primerna nadomestila za delo, in sicer v obliki različnih bonitet, delnic in raznih dodatkov za delo. Vloga menedžmenta v organizaciji je bila na tej stopnji podporna, in sicer je kadrovski oddelek pridobil vlogo partnerja vodilnih v organizaciji.

### Vojna za talente
Beseda »talent« se je v kadrovskih krogih začela uporabljati po zaslugi podjetja McKinsey & Company (1997), in sicer po objavi študije, v kateri so uporabili izraz »vojna za talente« (angleško »war for talent«). Izraz je nakazoval na spremembo v dojemanju kadra v smeri »boja« za pridobivanje in ohranjanje najboljših in najbolj usposobljenih ljudi  za določeno delovno mesto.
Izraz upravljanje talentov se je razvil prav v sklopu »vojne za talente« in predstavlja tisti del kadrovskega dela, ki se ukvarja z zaposlovanjem najboljših kadrov za specifično delovno mesto, aktivnim ravnanjem s talentiranimi zaposlenimi in zadržanjem najboljših v organizaciji.

## Opredelitev pojma upravljanje talentov
Upravljanje s talenti pomeni privabljanje, identifikacijo, razvoj, sodelovanje/ohranjanje in uvajanje tistega kadra z visokimi potenciali, ki so za organizacijo specifičnega pomena (CIPD, 2007 citirano po Davis, B. in Davis B. J. (2011)., str. 4..
Izraz upravljanje talentov (angleško talent management) je sestavljen iz dveh besed, in sicer menedžmenta kot upravljanja, vodenja, ravnanja s posamezniki ter besedo talent, kot umsko ali fizično sposobnost, zaradi katere posameznik izstopa iz množice. Upravljanje talentov v grobem pomeni upravljanje in vodenje posameznikov, ki so izrazito sposobni na določenem področju. Avtorja Brent Davis in Barbara J. Davis upravljanje talentov definirata kot »sistematičen in dinamičen proces odkrivanja, razvijanja in ohranjanja talentiranih posameznikov«.
Athey je proces upravljanja talentov predstavila v štiri-stopenjskem modelu, sestavljenem iz procesa zaposlovanja, uvajanja, razvoja in ohranjanja ključnega kadra v organizaciji. Proces uvajanja po njeni definiciji predpostavlja identifikacijo posameznikov z želenimi kompetencami, znanjem, iskanjem najboljših posameznikov v organizaciji ter omogočanje optimalnih pogojev za njihov razvoj in izražanje njihovih kompetenc. Avtorica poleg omenjenih štirih stopenj izpostavlja vpliv organizacijske klime na uspešnost modela upravljanja talentov. Za optimalno delovno okolje mora organizacija ukaze in kontrolo nadomesti z zaupanjem in spoštovanjem, vrednotenje dela z zmago – porazom pa s povezovalno in sodelovalno kulturo. Ideja sloni na predpostavki, da se talentirani kadri raje zaposlujejo v organizacijah, kjer so zaposleni usklajeni, sposobni, opravljajo svoje obveznosti in so zato bolj produktivni.

## Proces upravljanja talentov
Proces upravljanja talentov bi lahko v grobem razdelili v osem korakov.
1. Planiranje kadrovskih virov - Kadrovski oddelek v tem postopku skupaj z vodstvom oblikuje poslovni načrt, ki vsebuje planiranje razporeditve dela, možnost zaposlovanja, vzpostavitev sistema plačevanja in nagrajevanja na podlagi planiranih sredstev ter iskanje specifičnega kadra za obdobje poslovnega načrta. Pri tem je pomembno, da ima organizacija dobro definirane želene kompetence pri specifičnem kadru, ki jih lahko dobi s pomočjo ocenjevanja najboljših kadrov v organizaciji. Z dobro definiranimi in posodobljenimi kompetencami kadrovski oddelek uspešneje izpolni naslednji korak.
2. Zaposlovanje - Preko integriranega procesa zaposlovanja, ocenjevanja, evalvacije in najema določenih poslov kadrovski menedžment  privabi v organizacijo specifične kadre. V tem koraku postaja vse bolj pomembno hitro iskanje kadra s pomočjo interneta in sodelovanje s spletnimi stranmi, ki nudijo objavo oglasov za delo.
3. Organizacijska socializacija (vkrcanje) - V tem procesu organizacija nove kadre sprejme ter vključuje preko različnih usposabljanj in usmerjanj z namenom hitre in uspešne integracije kadra v organizacijo.
4. Upravljanje uspešnosti - Proces vključuje dejavnosti za doseganje ciljev poslovnega načrta. Vključuje strateški pristop za zvišanje učinkovitosti organizacije preko zvišanja učinkovitosti kadra.
5. Usposabljanje in podpora učinkovitosti - Organizacija pripravi učne in razvojne programe na vseh nivojih dela. Organizacija z usposabljanjem tudi krepi svoj podporno funkcijo.
6. Načrtovanje nasledstva - Načrtovanje nasledstva vključuje usmerjanje kadrov na specifično delovno mesto v organizaciji in njihovo nadomestitev na obstoječem delovnem mestu. Načrtovanje nasledstva mora biti usklajeno s poslovnim načrtom in predvideva identifikacijo tistih delovnih mest, ki so in bodo za delovanje organizacije ključna. Na podlagi te identifikacije se sooblikuje poslovni načrt in načrtuje pridobivanje kadrovskih virov.
7. Nadomestila in ugodnosti - Organizacija se pri načrtovanju nadomestil in ugodnosti opira na proces upravljanja uspešnosti, torej poskuša višino plačila, spodbud in ugodnosti določiti na podlagi doseganja poslovnih načrtov in uresničitvi ciljev.
8. Analiza primanjkljajev v organizaciji - Proces vključuje prepoznavo ključnih kadrov, kompetenc in načrtovanje ukrepov za zmanjšanje/odpravljanje trenutnih pomanjkljivosti.

Proces upravljanja talentov ni mogoč brez natančne definicije delovnega mesta, opisa delovne vloge, modela kompetenc in spodbujanja izobraževanja.